# 二塘沟

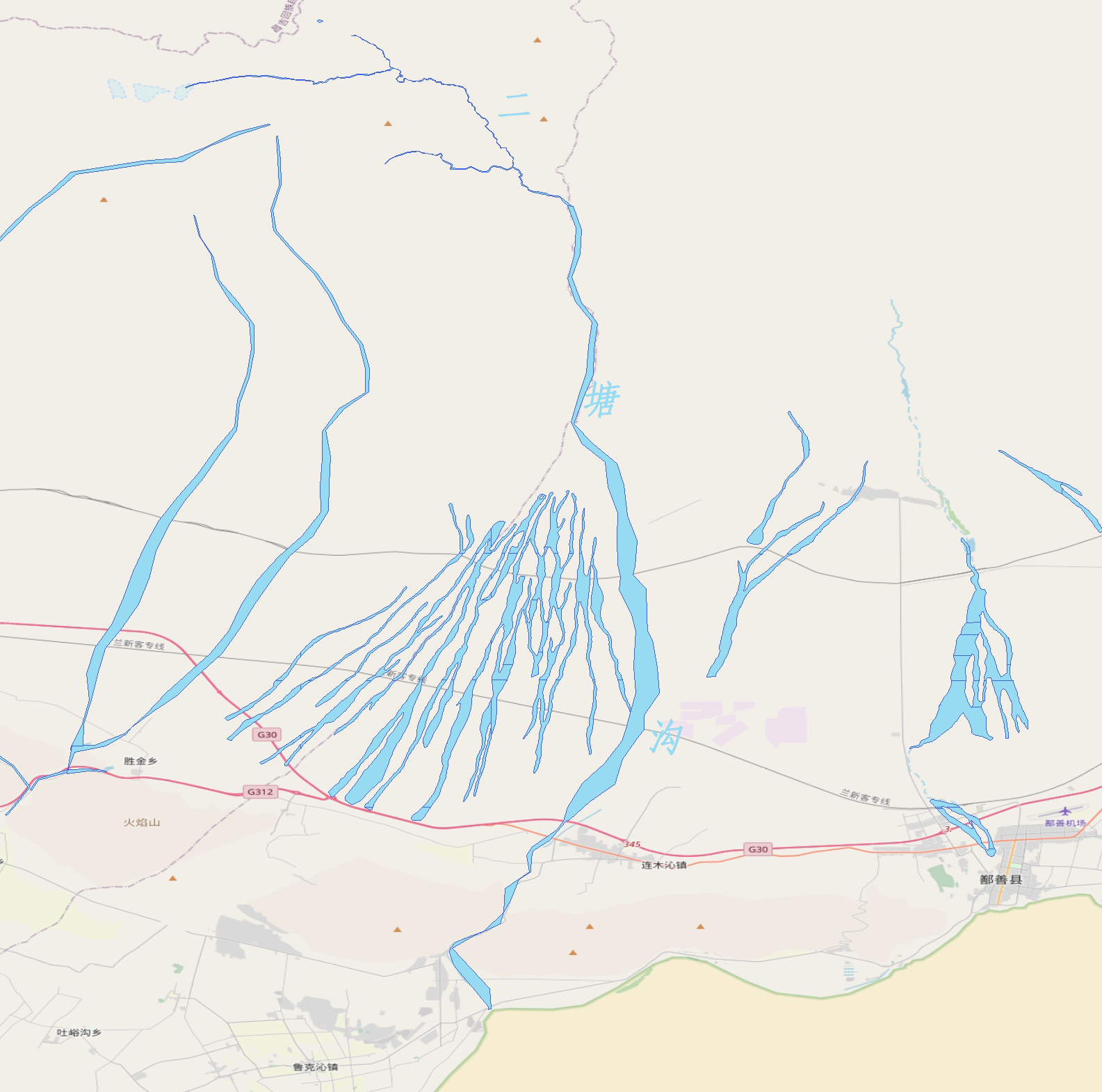
鄯善县二塘沟河道管理范围示意图，高昌区河段参考天地图卫星影像。

二塘沟，位于中华人民共和国新疆维吾尔自治区吐鲁番市高昌区东北部和鄯善县西部，发源于博格达山南坡冰川末端，自西向东流18千米后转南流，继而成为高昌区与鄯善县之间的界河，经二塘沟水库、琼塔什、托万买来自然村，在二塘沟煤矿村出山口，之后流经山前冲洪积倾斜平原，进入下游平原灌区，穿越兰新客运专线后逐渐向西南，流经连木沁镇西郊后到达色尔克甫沟沟口，下游河流穿过火焰山，于鲁克沁镇塞尔克甫村以东与柯柯亚尔河下游河道汇合，进入吐鲁番盆地底部，最终汇入艾丁湖。山口以上河长47千米，集水面积498平方千米，年均径流量0.79亿立方米。2019年鄯善县人民政府发布的《新疆鄯善县二塘沟河管理范围划定报告》中称二塘沟全长94.87平方千米，流域总面积1268平方千米。